# Bibliothèque principale de Rovaniemi
La bibliothèque principale de Rovaniemi (finnois : Rovaniemen pääkaupunginkirjasto) est un bâtiment situé à Rovaniemi en Finlande.

## Description

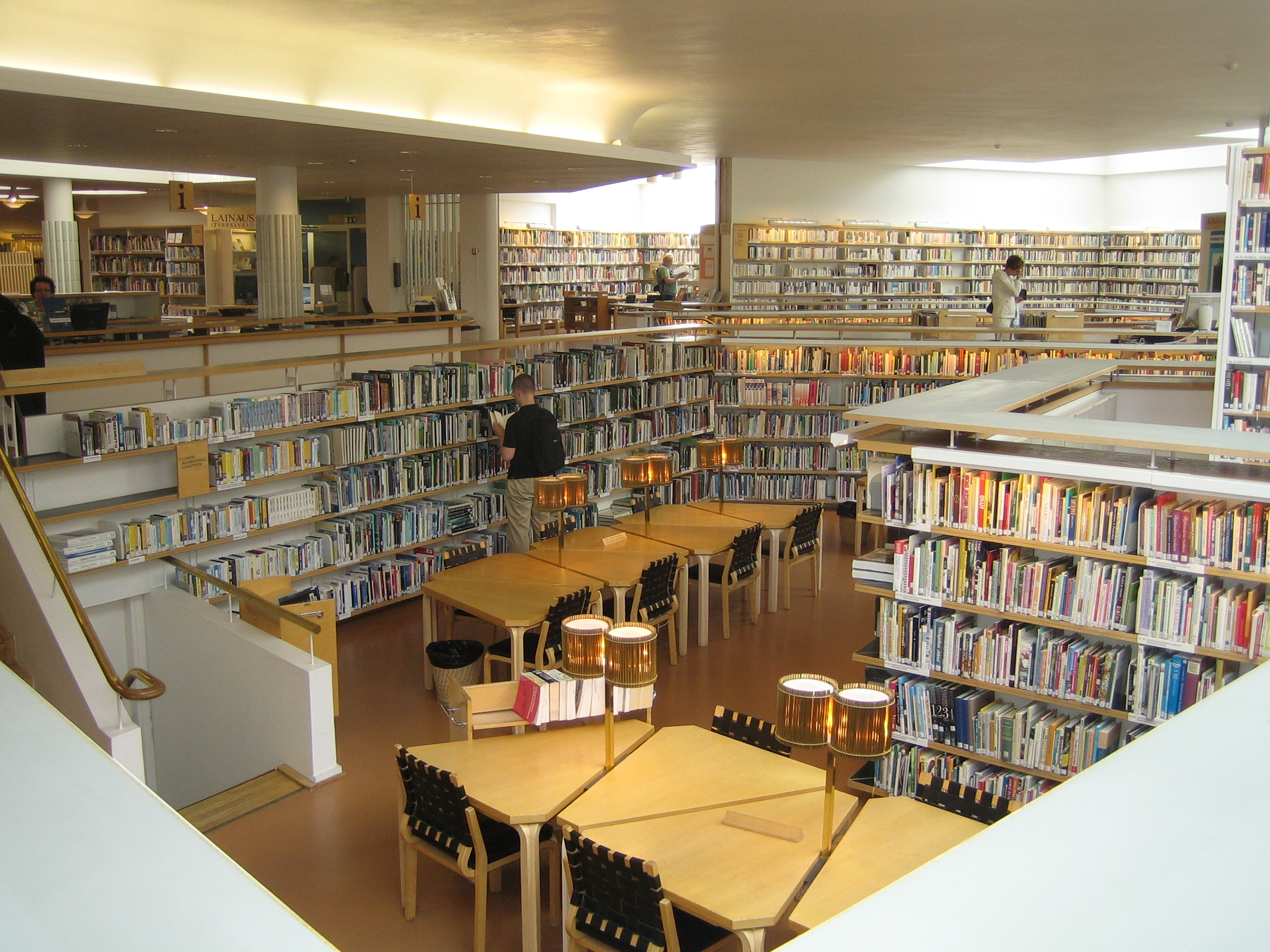
La bibliothèque.

Le bâtiment conçu par Alvar Aalto est construit en 1965.